# Flugplatz Tutow

i7
i11
i13
Der Flugplatz Tutow (ICAO-Code: EDUW) ist ein Flugplatz der Kategorie Sonderlandeplatz in Mecklenburg-Vorpommern.

## Lage
Der Flugplatz befindet sich etwa 1,2 Kilometer westlich der Gemeinde Tutow im Landkreis Vorpommern-Greifswald. Der rund zehn Kilometer östlich von Demmin gelegene Verkehrslandeplatz ist von dort und von der Anschlussstelle Jarmen der Bundesautobahn 20 über die Bundesstraße 110 zu erreichen.

## Geschichte
Nach der Machtergreifung durch die Nationalsozialisten 1933 wurde die bisher unter Umgehung des Versailler Vertrages von Deutschland genutzte Geheime Fliegerschule und Erprobungsstätte der Reichswehr bei Lipezk in der Sowjetunion aufgelöst. Unter dem Deckmantel des Deutschen Luftsportverbandes (DLV) entstanden in Deutschland mehrere Flugschulen. Bereits 1932 hatte das Reichsluftfahrtministerium vom Baron von Sobeck in Kruckow unter Androhung der Zwangsenteignung größere Ländereien im Gebiet des Kuckucksgrabens einschließlich des Kruckower Vorwerks Wittenwerder erworben. Die Bewohner des Vorwerks wurden in die umliegenden Dörfer umgesiedelt.
Ab 1933 betrieb der DLV eine Flugschule mit zwei Flugfeldern. Nach für die damalige Zeit modernsten Standards wurde mit dem Bau der Lehr- und Ausbildungsstätten, Werkstätten und Sporteinrichtungen begonnen. Zusammen mit den luftfahrttechnischen und militärischen Einrichtungen wurde auch die Siedlung Tutow errichtet. Eine Kleinbahnstrecke nach Schmarsow verband das Areal mit den Demminer Bahnen. Zur Sicherung der Baumaterialversorgung wurde 1934 eine weitere Kleinbahnstrecke der Mecklenburg-Pommerschen Schmalspurbahn (MPSB) von der Kiesgrube Zarrenthin bei Jarmen errichtet. Diese wurde 1939 abgebaut, nachdem 1937 eine normalspurige Werkbahn von Demmin nach Tutow in Betrieb genommen worden war.
Im Jahr 1934 wurde von der Reichsluftwaffe in Tutow ein Behelfskampfgeschwader (I. Gruppe des Kampfgeschwader 152) aufgestellt und eine Fliegerhorstkommandantur eingerichtet.
Am 1. Januar 1935 wurde die Kampffliegerschule Tutow gegründet. Bis zum 1. März 1935 führte sie die Tarnbezeichnung Funkpeilversuchsinstitut der elektrotechnischen Industrie e. V. Tutow. Am 1. Oktober 1935 wurde die II. Gruppe des Kampfgeschwaders 152 aufgestellt.
Am 1. August 1938 wurde hier die Kampfgruppe z. b. V. 4 aus drei Staffeln Ju 52 aufgestellt, welche jedoch schon am 22. Oktober 1938 wieder aufgelöst wurde.
Ab dem 1. November 1938 trug die Fliegerschule die Bezeichnung Große Kampffliegerschule und die II.Gruppe des Lehrgeschwaders 2 (Schlachtflieger mit Hs 123) wurde hier stationiert. Neben Flugzeugführern wurden hier auch Kampfbeobachter, Bordfunker und Bordschützen ausgebildet. Außerdem war in Tutow ein Flak-Lehrregiment stationiert.
Im Jahr 1939 wurden ein großes Lehrgebäude, eine Schwimmhalle und weitere Sporteinrichtungen fertiggestellt. Für die Ausbildung standen unter anderem ein Planetarium sowie Flugsimulatoren zur Verfügung. Die Garnisonsstärke erreichte zeitweise 3000 Mann. Der Flugplatz Tutow war zu einem Zentrum der Fliegerausbildung aufgestiegen.
Auf dem Flugfeld Süd waren bis 1944 Maschinen des geheimen Kampfgeschwaders 200 stationiert, das Agenten von hier nach Estland, Lettland und Weißrussland transportierte.  Nach Bombenangriffen auf die Arado Flugzeugwerke in Warnemünde wurde in Tutow ein Nebenwerk für die Endmontage der Focke-Wulf Fw 190 eingerichtet. Während der sogenannten Big Week erfolgten ab dem 20. Februar 1944 und danach insgesamt fünf Luftangriffe durch die 8. US-Luftflotte. Einer davon war am 9. April, dem Ostersonntag. Eine weitere Attacke der United States Army Air Forces erfolgte am 13. Mai am frühen Sonnabendnachmittag. Einige Anlagen des Flugplatzes wurden getroffen. Der mit Abstand folgenschwerste Angriff ereignete sich am Pfingstmontag, den 29. Mai 1944. „An Pfingsten ist am allermeisten kaputt gegangen“, so die Zeitzeugin Anneliese Köster – die Tochter des Flugplatzfriseurs.

Ende April 1945 verließen die letzten Einheiten der Reichsluftwaffe den Fliegerhorst, der am 30. April von der Roten Armee eingenommen wurde. Anschließend belegten ab Mai die 309. sowjetische Jagdfliegerdivision (IAD), die 233. Schlachtfliegerdivision (SchAD) sowie das 164. Selbständige Garde-Aufklärungsfliegerregiment (OGwRAP) der sowjetischen Luftstreitkräfte das Gelände. Doch bereits im Juni wurden die fliegenden Einheiten abgezogen und bis 1948 zahlreiche Einrichtungen des Flugplatzes als Reparationsleistungen demontiert oder bis Anfang der 1950er Jahre zerstört.

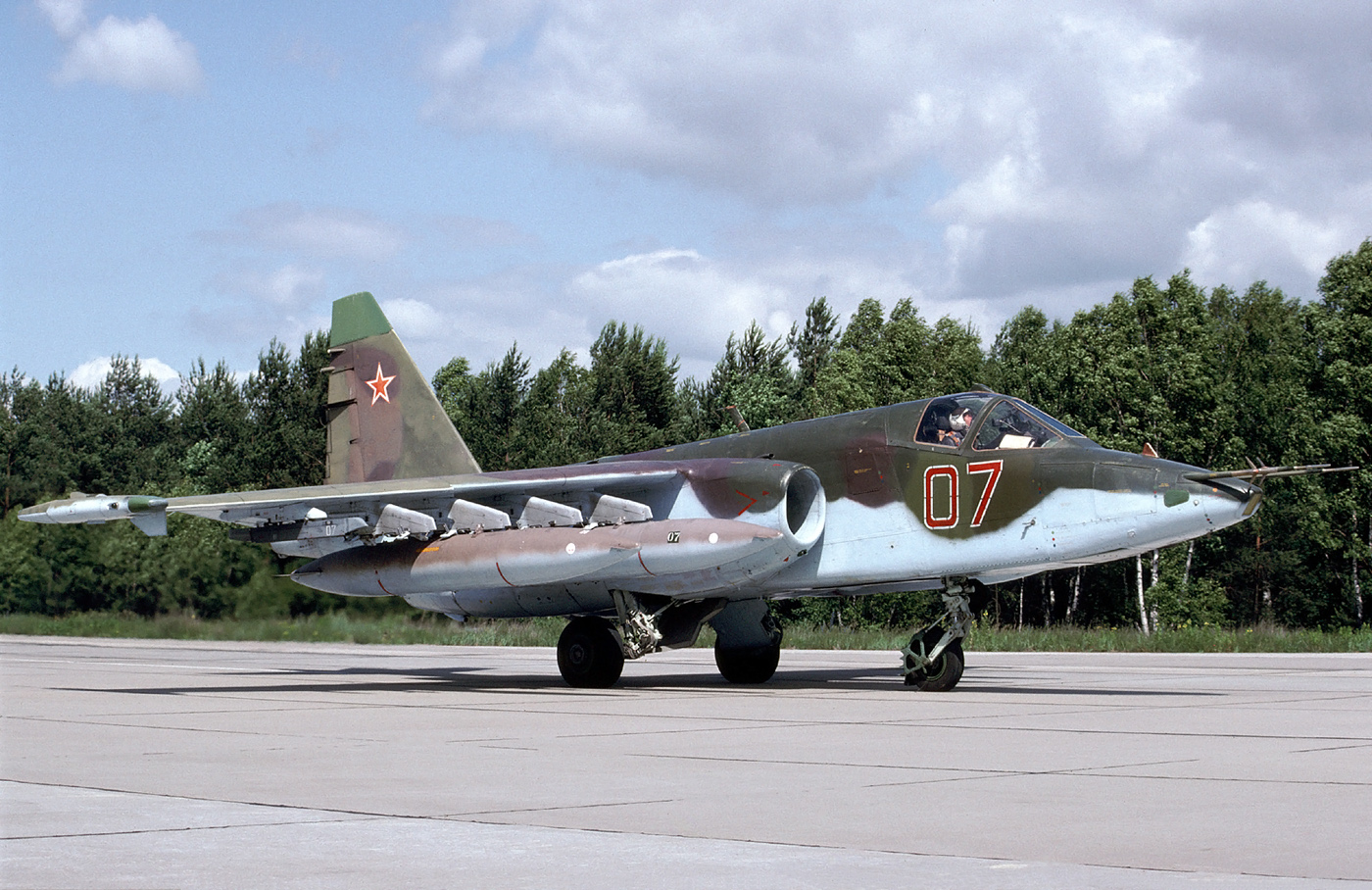
Eine Su-25BM des 368. OSchAP beim Abzug aus Tutow am 15. Juni 1993

Ab 1953 erfolgte dann ein Ausbau der Start- und Landebahn für Strahlflugzeuge und die Erneuerung der Infrastruktur, der eine umfangreiche Ausbauphase von 1986 bis 1989 folgte, in der unter anderem ein neues Tanklager, ein Wasserwerk sowie 20 Gebäude, darunter neun Plattenbauten für die Familien stationierter Soldaten, errichtet wurden. Neben Truppen der GSSD waren auch öfters Einheiten der NVA stationiert, die wie die 16. Luftarmee den Platz hauptsächlich als Reserve- und Ausweichflugplatz für Einheiten, deren Heimatbasen gerade ausgebaut wurden, nutzte. Erst 1988 bezog eine sowjetische Einheit, das mit Su-25 und L-39 ausgerüstete 368. OSchAP (Selbständiges Schlachtfliegerregiment), dauerhaft das Areal. Die Luftstreitkräfte der DDR ließen hier kurzzeitig in den 1960er und 1970er Jahren Piloten auf MiG-15 und L-29 ausbilden. Auch lagen mehrmals MiG-17 und MiG-21 verschiedener Jagdfliegergeschwader der LSK/LV in Tutow. Seit den 1960er Jahren wurden von beiden Armeen Fallschirmspringer am Platz ausgebildet. 1985 endete die Nutzung durch Einheiten der NVA. Im Zuge des Abzugs der ehemals sowjetischen Truppen aus Deutschland verließ auch das 368. Schlachtfliegerregiment am 15. Juni 1993 mit seinen Su-25 das Gelände. Die letzten Transportflüge wurden im August absolviert und der Platz anschließend an die deutschen Behörden übergeben.
Nach der Rückgabe wurde das Flugplatzgelände zunächst durch das Bundesvermögensamt verwaltet, mit dessen Sondererlaubnis 1997 die erste zivile Landung erfolgte. Viele leerstehende Gebäude auf dem Gelände wurden seitdem abgerissen. Im Jahr 2001 wurde die Genehmigung zum Betrieb eines Verkehrslandeplatzes erteilt, der am 28. März 2003 eröffnet wurde.